# Lago de Carucedo (Carucedo)
Lago de Carucedo es una localidad española perteneciente al municipio de Carucedo, en la provincia de León, comunidad autónoma de Castilla y León.

## Geografía

### Ubicación
| Noroeste: La Barosa | Norte: Villarrando | Noreste: Villarrando |
| Oeste: La Barosa    |                    | Este: Carucedo       |
| Suroeste Covas      | Sur: Las Médulas   | Sureste: Carucedo    |

## Demografía
Evolución de la población
| Gráfica de evolución demográfica de Lago de Carucedo entre 2000 y 2017 |
|                                                                        |
| Población de derecho (2000-2017) según el padrón municipal del INE     |

## Fiestas
- El pueblo de Lago celebra su fiesta local el 18 de julio en honor a la Virgen de la Santa Marina.

- Datos: Q5968917